# USS John C. Stennis (CVN-74)
El USS John C. Stennis (CVN-74) es el séptimo portaaviones de propulsión nuclear de la clase Nimitz de la Marina de los Estados Unidos, llamado así por el senador John C. Stennis de Misisipi. Fue dado de alta el 9 de diciembre de 1995. Su puerto de registro esta en Bremerton, Condado de Kitsap, Washington.

## Historia

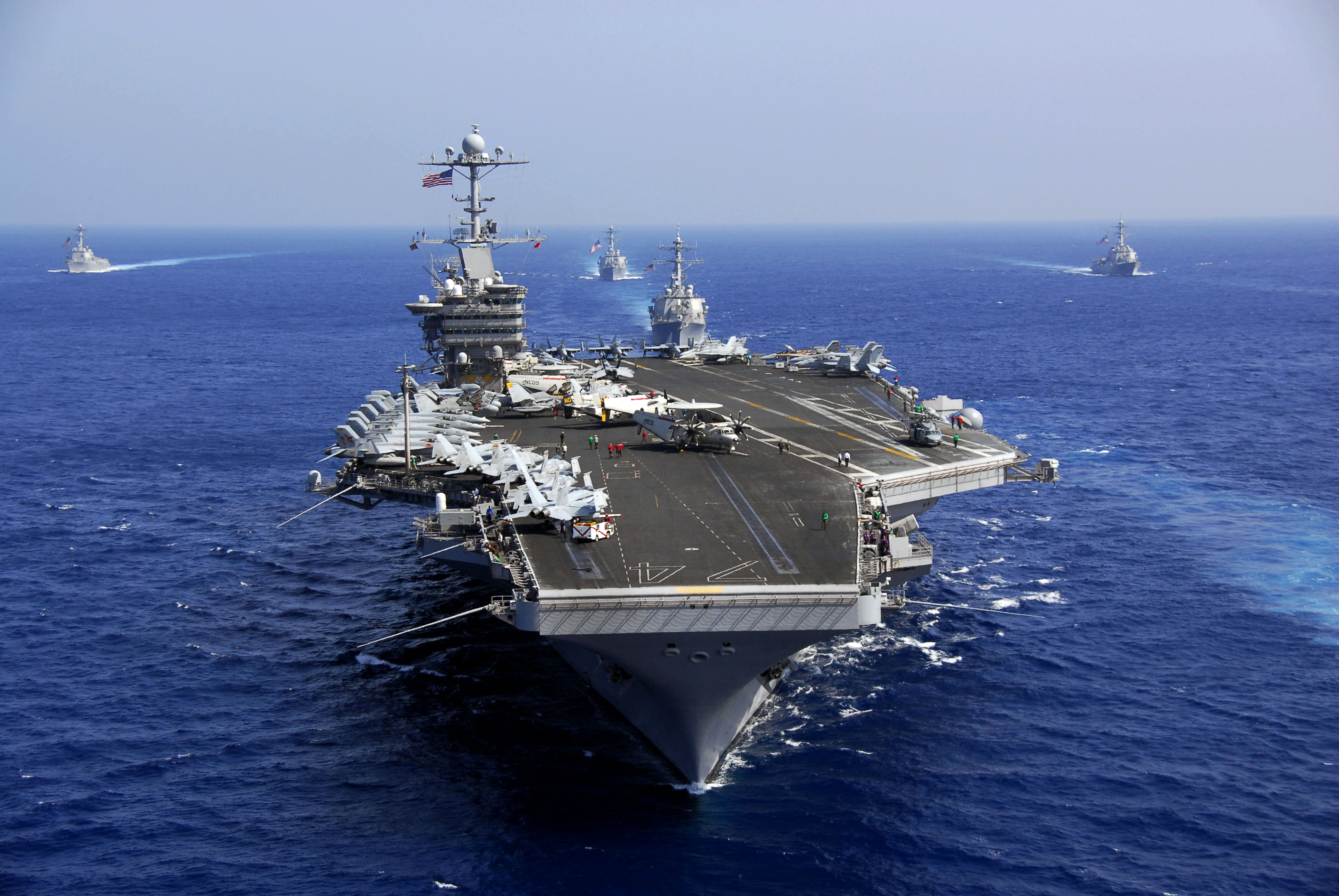
USS John C. Stennis navegando en 2009.

Fue construido por el astillero Northrop Grumman Newport News de Newport News, Virginia. Fue puesto en gradas en 1991, botado en 1993 y comisionado en 1995.
El 3 de enero de 2012 el general iraní Ataollah Salehi exigió que el portaaviones no volviese al Golfo Pérsico por ser considerado un peligro para la estabilidad en la zona.

## En la cultura popular
Este portaaviones fue presentado como un navío atacado (y casi hundido) por cazas de combate de la Federación Rusa, en el Mar del Norte, en la película del año 2002 The Sum of All Fears ("La Suma de Todos los Miedos", "Pánico Nuclear" en España), de la novela homónima del fallecido escritor Tom Clancy y protagonizada por Ben Affleck y Morgan Freeman.

### Buques de la clase
• USS Nimitz (CVN-68)
• USS Dwight D. Eisenhower (CVN-69)
• USS Carl Vinson (CVN-70)
• USS Theodore Roosevelt (CVN-71)
• USS Abraham Lincoln (CVN-72)
• USS George Washington (CVN-73)
•  USS Harry S. Truman (CVN-75)
• USS Ronald Reagan (CVN-76)
• USS George H. W. Bush (CVN-77)

### Listas relacionadas
- Anexo:Portaaviones de Estados Unidos
- Anexo:Portaaviones por país
- Anexo:Buques actuales de la Armada de los Estados Unidos